# Montréal (regio)
Montréal is een van de 17 administratieve regio's van de provincie Québec in Canada. De hoofdstad van de regio is de stad Montréal. De regio is de dichtstbevolkte regio van Québec en bestaat uit het île de Montréal en de omliggende eilanden. Zij bestaat uit 16 gemeenten, waaronder de stad Montréal. Het gebied van de regio stemt overeen met de Agglomeratie Montréal. 
De regio heeft een volksvertegenwoordiging, de Conférence régionale des élus de Montréal. Zij is ingesteld door de regering van Québec om openbare diensten in de regio te coördineren. Het aantal inwoners bedraagt 2.004.265 op 498 km².